# Charles Pathé

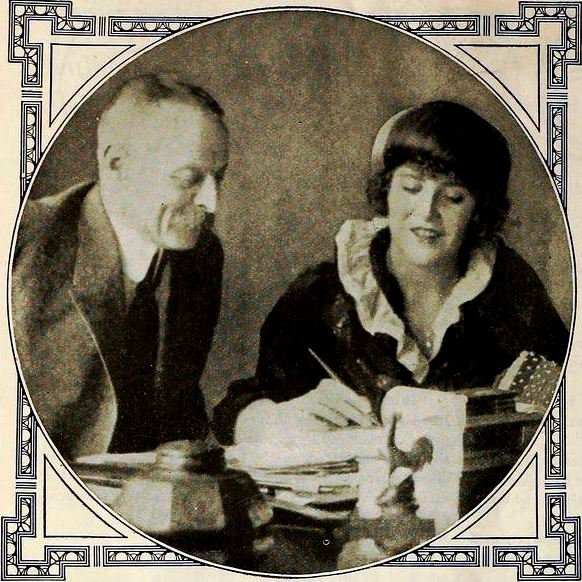
Charles Pathé och Ruth Roland vid undertecknande av hennes kontrakt 1919.

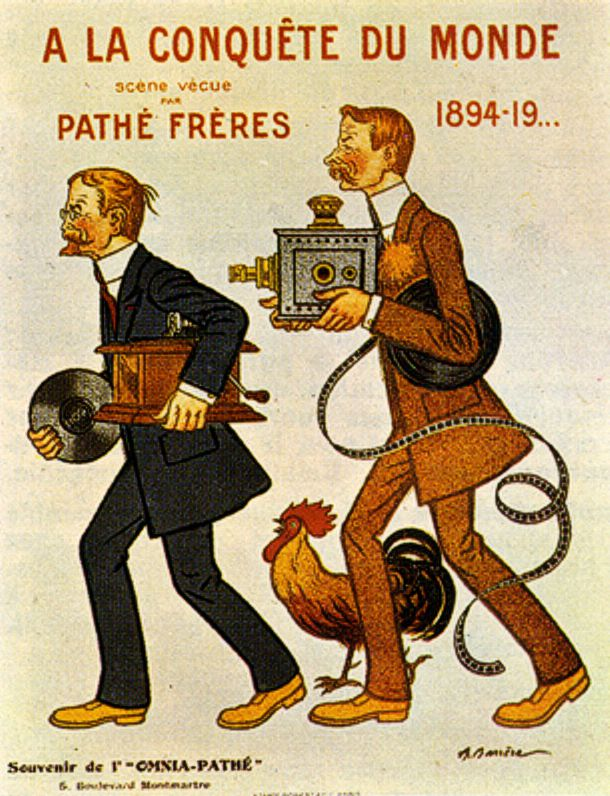
Charles och Émile Pathé I en karikatyr av Adrien Barrere.

Charles Pathé, född 26 december 1863 i Chevry-Cossigny, Frankrike, död 25 december 1957 i Monaco, var en fransk industriman och filmproducent.

## Biografi
Pathé var son till en slaktare i Chevry-Cossigny, i Seine-et-Marne departementet i Frankrike. Han lämnade skolan vid fjorton års ålder och började som lärling hos en slaktare i Paris och 1889 började han arbeta som ambulerande slaktare. Han kände dock att han inte passade för detta arbete och bestämde sig för att flytta till Argentina för att pröva lyckan i affärer, men allt fungerade inte som tänkt.
Vändpunkten i Pathés karriär kom när han 1894 kom i kontakt med Edisons fonograf på mässan i Vincennes. Han upptäckte nu också kinotoskopet, en annan av Edisons uppfinningar. Detta expanderade hans handel med projektorer och filmer.
År 1896, bildade han, tillsammans med sin bror Émile (1860-1937), Pathé Records. Två år senare skapade de Société Pathé Frères för att etablera sig inom spelfilmsproduktion och distributionsverksamhet. De var också först med att introducera journalfilmen.
Båda företagen skulle bli en dominerande internationell kraft i sina respektive branscher. Under åren före första världskriget intog företaget en monopolställning i Franskrike och räknades till de största i världen.
Ställd inför en övermäktig amerikansk konkurrens började Pathé efter 1918 att avveckla sin filmproduktion men fortsatte med filmdistribution. År 1929, sålde han ut sina intresse för företaget och drog sig tillbaka till Monaco där han dog 1957.